# شريان صفني خلفي
شرايين صفنية خلفية (بالإنجليزية: Posterior scrotal arteries)‏ هي فروع من الشريان الفرجي الغائر.